# Urs Walter Schnyder
Urs Walter Schnyder (* 7. Februar 1923 in Basel; † 21. Oktober 2012 in Zürich; heimatberechtigt in Solothurn und Lohn) war ein Schweizer Dermatologe.

## Leben
Urs Walter Schnyder stammte aus einer Solothurner Ärztefamilie. Er studierte Medizin an den Universitäten Bern, Genf und Zürich und schloss 1948 in Zürich mit dem Staatsexamen ab. Er promovierte 1951 in Zürich, 1961 wurde er ebendort habilitiert. Von 1965 bis 1978 war er Ordinarius für Haut- und Geschlechtskrankheiten und Direktor der Universitäts-Hautklinik Heidelberg, von 1978 bis zur Emeritierung 1991 Ordinarius für Dermatologie und Venerologie und Direktor der Dermatologischen Universitätsklinik Zürich.
1982 wurde er zum Mitglied der Deutschen Akademie der Naturforscher Leopoldina gewählt. 1966 bis 1991 war er Mitherausgeber der wissenschaftlichen Fachzeitschrift Der Hautarzt.

## Schriften
- Herausgeber mit H. a. Gottron: Vererbung von Hautkrankheiten, in A. Marchionini (Hrsg.), Handbuch der Haut- und Geschlechtskrankheiten, Ergänzungsband 7, Springer 1966
- Herausgeber: Haut und Anhangsgebilde, in: Doerr, Seifert, Uehlinger (Hrsg.) Spezielle pathologische Anatomie, Band 7, Springer 1973 (2. Auflage als Histopathologie der Haut, 2 Bände, 1978, 1979)
- Herausgeber mit F. Eichmann: Das Basaliom. Der häufigste Tumor der Haut, Springer 1981